# Katherine Heigl
Katherine Marie Heigl (født 24. november 1978) er amerikansk Emmy-vindende skuespillerinde. Hun kommer fra Washington D.C.. Hun er mest kendt fra tv-serierne Roswell og Grey's Anatomy, men har også medvirket i flere film, deriblandt gyserfilm.
Da Heigl var lille, opdagede hendes tante at hun havde et talent inden for modelområdet. Tanten tog et initiativ, hvilket, der førte til at Heigl fik flere modelopgaver i løbet af sin opvækst. Men hun valgte senere kun at fokusere på en skuespillerkarriere. Katherine konverterede sammen med sin familie til mormonismen, da hun var lille, en religion som hun dog ikke længere praktiserer.
Hun medvirkede i 2005 i komediefilmen The Ringer som Lynn, hovedpersonen Steves (spillet af Johnny Knoxville) kærlighedsinteresse.
Heigl har en tysk-amerikansk far og irsk-amerikansk mor, og hun er yngst i sin søskendeflok.  I juni 2006 blev hun forlovet med musikeren Josh Kelley. I juni 2007 offentliggjorde parret at brylluppet fandt sted den 23. december 2007 amerikansk tid.
Katherine blev nomineret til prisen for bedste kvindelige birolle i dramaseriegenren til Emmy Awards som fandt sted natten til 17. september 2007. Blandt konkurrenterne var hendes kolleger fra Grey's Anatomy, nemlig Chandra Wilson og Sandra Oh. Men det var Katherine, der vandt. 
Katherine har også medvirket i den romantiske komedie 27 Bryllupper sammen med blandt andre James Marsden og Malin Åkerman. Der spiller hun Jane, kvinden som altid sætter andre foran sig selv og har været forlover atten gange. 

## Priser og nomineringer

### Emmy
- 2007 – Vinder – Outstanding Supporting Actress in a Drama Series – Grey's Anatomy

### Golden Globe
- 2008 – Nomineret – Best Performance by an Actress in a Supporting Role in a Series, Mini-Series or Motion Picture Made for Television – Grey's Anatomy
- 2007 – Nomineret – Best Performance by an Actress in a Supporting Role in a Series, Mini-Series or Motion Picture Made for Television – Grey's Anatomy